# Rozrost nabłonka sutka
Rozrost nabłonka sutka (łac. hyperplasia epithelialis, epithelioplasia, epitheliosis) - jedna z chorób proliferacyjnych sutka, w której dochodzi do rozrostu nabłonka przewodów (hyperplasia ductalis) lub zrazików (hyperplasia lobularis). Rozrost nabłonka zwiększa ryzyko wystąpienia raka sutka, natomiast jego postać atypowa (hyperplasia atypica) zwiększa to ryzko jeszcze bardziej (kilkakrotnie). Ryzyko jest największe, gdy rozrostem atypowym są zajęte zarówno zraziki jak i przewody.

Przeczytaj ostrzeżenie dotyczące informacji medycznych i pokrewnych zamieszczonych w Wikipedii.